# Dorin Goga
Dorin Ioan Goga (Zalău, 2 luglio 1984) è un calciatore rumeno, attaccante del Sănătatea Cluj.

## Palmarès

### Club

#### Competizioni nazionali
- Coppa di Israele: 1

Hapoel Ramat Gan: 2012-2013
- Campionato georgiano: 1

Dinamo Tbilisi: 2013-2014
- Coppa di Georgia: 1

Dinamo Tbilisi: 2013-2014